# Thorold
Thorold (offiziell City of Thorold) ist eine Kleinstadt im Süden der kanadischen Provinz Ontario. Sie liegt in der Regional Municipality of Niagara und ist gleichzeitig deren Verwaltungssitz mit dem Status einer Lower Tier (untergeordneten Gemeinde). Die Stadt hat eine Einwohnerzahl von 18.801 (Stand: 2016). Durch die Stadt fließt der Wellandkanal, der durch das nahe der Stadt gelegene Schleusensystem alljährlich zahlreiche Touristen anzieht und unter dem der Thorold-Tunnel hindurchführt.
Die Stadt ist nach dem britischen Adligen und Politiker Sir John Thorold, 9. Baronet benannt.

## Lage
Die Stadt liegt auf der Niagara-Halbinsel am südlichen Ende des Golden Horseshoe, zwischen dem Ontariosee im Norden und dem Eriesee im Süden, etwa 60 Kilometer Luftlinie südlich von Toronto bzw. etwa 20 Kilometer Luftlinie östlich der Niagarafälle.
Im Nordwesten der Gemeinde liegt einer der Provincial Parks in Ontario. Der Short Hills Provincial Park ist dabei Gemeindeübergreifend, nach Norden setzt er sich nach St. Catharines und nach Westen nach Pelham fort.

## Geschichte
Die Besiedlung der Gegend reicht über die Ankunft europäischer Siedler zurück. Ursprünglich war die Region Jagd- und Siedlungsgebiet verschiedener Völker der First Nations, hier hauptsächlich der Attiwandaronon. Nach innerindianischen Kriegen, bei denen die Irokesen-Konföderation die hier ansässigen Attiwandaronon angegriffen und weitgehend vernichtet hatte, lebten ab Ende des 17. Jahrhunderts hier nur noch sehr Indianer. Die verstärkte Ankunft europäischer Siedler erfolgte dann Ende des 18. Jahrhunderts im Umfeld des Amerikanischen Unabhängigkeitskrieges als sich hier vertriebene Loyalisten niederließen. Im Jahr 1792 wurde am Stegion. Johns Creek, einem Nebenfluss des Twelve Mile Creek ein Sägewerk gebaut wurde. Es war zu dieser Zeit eins von nur zwei Sägewerken in der Niagara-Region.
Während des Krieges von 1812 fand nahe der heutigen Stadt im Juni 1813 die Schlacht bei Beaver Dams statt. An die Schlacht erinnert heute ein Gedenkstein und die Stätte wurde 1921 zur National Historic Site of Canada erklärt.

## Demografie
Der Zensus im Jahr 2016 ergab für die Siedlung eine Bevölkerungszahl von 18.801 Einwohnern, nachdem der Zensus im Jahr 2011 für die Gemeinde eine Bevölkerungszahl von 17.931 Einwohnern ergeben hatte. Die Bevölkerung hat damit im Vergleich zum letzten Zensus im Jahr 2011 leicht stärker als der Trend in der Provinz um 4,9 % zugenommen, während der Provinzdurchschnitt bei einer Bevölkerungszunahme von 4,6 % lag. Im Zensuszeitraum von 2006 bis 2011 hatte die Einwohnerzahl in der Gemeinde noch entgegen dem Provinzdurchschnitt deutlich um 1,6 % abgenommen, während die Gesamtbevölkerung in der Provinz um 5,7 % zunahm.

## Verkehr
Neben dem Wellandkanal wird Thorhold verkehrstechnisch auch durch den Expressway 406 sowie dem King’s Roads Highway 58 erschlossen. Ebenfalls existiert eine im Wesentlichen in Nord-Süd-Richtung verlaufende Eisenbahnstrecke der Canadian National Railway.

## Söhne und Töchter der Stadt
- Bep Guidolin (1925–2008), Eishockeyspieler
- Owen Nolan (* 1972), Eishockeyspieler (aufgewachsen)
- Sean Bentivoglio (* 1985), Eishockeyspieler